# Rita Eder
Rita Eder Rozencwajg (Ciudad de México) es una historiadora del arte e investigadora mexicana, especialista en estudios de  la recepción del arte moderno y contemporáneo en México y América Latina. Asimismo, ha hecho aportaciones a la teoría, historiografía y crítica de arte.

## Trayectoria
Estudió Historia en la Facultad de Filosofía y Letras de la Universidad Nacional Autónoma de México en 1969. Posteriormente estudió Historia del arte en la Universidad Estatal de Ohio y un doctorado de nuevo en la UNAM.
Fue profesora en la Universidad de las Américas Puebla (UDLAP) y en la UNAM. Asimismo ha impartido cursos en la Universidad Iberoamericana Universidad de Buenos  Aires, Universidad de San Martin, Universidad de La Habana y Universidad British Columbia.
Fue vicepresidenta del Comité Internacional de Historia del Arte y presidenta del Comité Mexicano de Historia del Arte (1997-2000).
Desde 1975 es investigadora del Instituto de Investigaciones Estéticas de la UNAM.

## Publicaciones
Rita Eder ha publicado varios artículos de crítica de arte en los periódicos El Nacional y El Universal. Entre sus libros más destacados se encuentran:
- El público de arte en México: los espectadores de la exposición Hammer
- Narraciones: Pequeñas historias y grandesrelatos en la pintura de Antonio Ruiz (1935-1949), 2017
- Genealogías del arte contemporáneo en México. 1952-1967, 2016
- Desafío a la estabilidad. Procesos artísticos en México 1952-1967, 2014.
- Surrealismo en Latinoamérica, 2012
- Tiempo de fractura:  el arte contemporáneo en el Museo de arte moderno durante la gestión de Helen Escobedo  (1982-1984), 2010.
- El arte en México: autores, temas y problemas, 2001.
- Gunther Gerzso. El esplendor de la muralla, 1994.
- Teoría social del arte, 1986.
- Marta Palau: La intuición y la técnica, 1985.
- La escultura contemporánea en México y las propuestas de Helen Escobedo, 1982.
- Gironella. México, 1981.
- Dada. Documentos, 1977.

## Reconocimientos
- "Sor Juana Inés de la Cruz" al mérito universitario, 2006
- Premio Universidad Nacional en Investigación en Artes, 2013